# NGC 4652
NGC 4652 је спирална галаксија у сазвежђу Велики медвед која се налази на NGC листи објеката дубоког неба.
Деклинација објекта је + 58° 57' 55" а ректасцензија 12h 43m 19,7s. Привидна величина (магнитуда) објекта NGC 4652 износи 14,8 а фотографска магнитуда 15,6. NGC 4652 је још познат и под ознакама MCG 10-18-78, CGCG 293-35, PGC 42802.